# История Джибути

## Ранняя история
Территория Джибути была населена ещё в глубокой древности.
Левая верхняя челюсть из Вади Дагадле на юго-западе Джибути датируется 250 тыс. лет. Видовая принадлежность — архаичный Homo sapiens.
Остатки оросительных сооружений, сохранившиеся в районе Таджуры, свидетельствуют о том, что местное население занималось ирригационным земледелием. Возможно, что Джибути была частью страны Пунт, хорошо известной из древнеегипетских источников. 

В III—I веках до н. э. в Джибути стали проникать индийские и персидские торговцы, а также семиты из Южной Аравии. В это же время территория Джибути начала заселяться кочевыми племенами, говорящими на кушитских языках: афар и сомалийцами исса. 

В V—VII веках территория Джибути входила в состав Аксумского царства.
С VII века сюда начал проникать ислам, и с этого времени Джибути попадает под власть арабских мусульманских султанатов, которые, впрочем, быстро распадались. 
В XIV—XVI вв. на территории Африканского Рога шли постоянные войны мусульманских султанатов Сомали против христианской Эфиопской империи. 
В XVI веке весь Сомалийский полуостров, а с ним и территория Джибути подпадает под власть португальцев. Однако против последних выступили мамлюки и турки, использовавшие поддержку местных сомалийцев. На стороне Португалии в борьбу вступила Эфиопия. 
В 1530—1559 годах на территории Африканского Рога шла кровопролитная и опустошительная война — между сомалийцами, мамлюками и турками против эфиопов и португальцев. Война истощила силы всех участников, привела к разорению Сомалийского полуострова, который в XVII веке перешёл под контроль арабов, в частности султаната Оман. Коренное население сохраняло кочевой образ жизни, а арабы составляли управленческую и торговую элиту региона.

## Колониальный период
В середине XIX века в связи со строительством Суэцкого канала началась борьба европейских держав за обладание Джибути. Захват территории Джибути Францией был оформлен в 1862 году договором с султаном Гобаада (Gobaad), по которому Франция получила часть пустыни, населённой афар и якорную стоянку в Обоке. После открытия канала в 1869 году значение Джибути резко возросло. 
В 1885 году французам удалось навязать султанатам на территории Джибути (Гобаад, Таджура, Рахейта) соглашение о протекторате над северным берегом залива Таджура, а 26 марта 1885 подписать договор с «руководителями» племён исса о протекторате над южным берегом залива. Протекторат стал носить название Обок. 
В 1888 году по решению французских властей началось строительство административного центра территории на том месте, где сейчас находится город Джибути, а в 1892 году сюда были переведены центральные административные органы протектората. Первым губернатором протектората стал Леонс Лагард.
В феврале 1888 года было подписано англо-французское соглашение, по которому Великобритания признавала владения Франции на Африканском Роге. Одновременно были зафиксированы южные границы французского протектората. Северные границы территории устанавливались франко-итальянскими протоколами, подписанными в январе 1900 и июле 1901 года. Демаркация границ с Эфиопией была осуществлена в 1897 году соглашением с императором Менеликом II (это соглашение подтверждалось императором Хайле Селассие I в 1945 и 1954 годах.
В 1889 году русскими подданными-поселенцами во главе с Николаем Ашиновым была предпринята попытка колонизации части территории (Сагалло) Берега Французского Сомали. На берегу залива Таджура была основана станица Новая Москва. После того, как полномочия основателя колонии и планы России не подтвердились, французский флот изгнал колонистов.
20 мая 1896 года протекторат Обок стал колонией Французский берег Сомали (фр. Côte française des Somalis).
Рост экономического значения города и порта Джибути связан с ухудшением итало-эфиопских отношений, приведшем к войне 1895—1896 годов. В это время Джибути оставался единственным портом, через который шла торговля Эфиопии с внешним миром. В октябре 1897 года началось строительство железной дороги, которая должна была связать Джибути с Аддис-Абебой. В 1903 году дорога достигла Дыре-Дауа, а 7 июля 1917 года — эфиопской столицы.
С 1912 года началась добыча поваренной соли в районе озера Ассаль. Но основным занятием населения оставалось полукочевое скотоводство, а в прибрежных районах рыболовство и ловля жемчуга. Земледелие было развито слабо. Значительная часть населения была занята на работах по обслуживанию порта в Джибути. Кратковременный экономический бум в колонии вызвала вторая итало-эфиопская война, которая привела к резкому росту объёмов грузоперевозок через джибутийский порт.

## Во Второй мировой войне
Французский берег Сомали не принимал непосредственного участия в событиях Второй мировой войны. В июне 1940 года командующий французскими войсками в колонии Поль Лежентильом выступил против перемирия с Германией и Италией и выразил намерение продолжить боевые действия на стороне Англии. Однако ему не удалось привлечь на свою сторону администрацию колонии, которая предпочла сохранить верность режиму Виши. 2 августа 1940 года Лежентильом перешёл на территорию Британского Сомали и присоединился к движению Де Голля. Одновременно англичане организовали морскую блокаду Французского берега Сомали, пытаясь заставить вишистскую администрацию колонии перейти на сторону голлистов. После занятия британскими войсками Аддис-Абебы 6 апреля 1941 года блокада стала двойной: морской и сухопутной (железнодорожное движение по маршруту Джибути — Аддис-Абеба было прервано). Вследствие этого в колонии начался голод. Но полностью блокировать территорию Джибути англичане не смогли, поскольку не сумели справиться с морской и сухопутной контрабандой, чрезвычайно развитой среди местных кочевников. Однако в целом блокада достигла своих целей, и 4 декабря 1942 года вишистский губернатор Пьер Нуайета (Nouailhetas) прекратил исполнение своих полномочий, а 28 декабря было подписано соглашение, по которому управление Французским берегом Сомали было передано голлистам. Губернатором колонии был назначен Андре Байярдель.
В 1944 году батальон из Французского Сомали участвовал в освобождении Парижа.

## Послевоенный период
После окончания Второй мировой войны в среде местного населения колонии усиливаются настроения в пользу предоставления Французскому Сомали автономии или даже независимости. Появление и развитие таких движений связано как с общим ослаблением политических позиций Франции в годы Четвёртой Республики, так и с успехами антиколониального движения во всём мире.
После образования (в соответствии со статьёй VIII Конституции Франции) Французского Союза колония Французский берег Сомали была реорганизована в «заморскую территорию» (фр. Territoire d'outre-mer), получив одно депутатское место в Национальном собрании и одно кресло сенатора в Совете Республики.
28 сентября 1958 года во Французском Сомали был проведён референдум, в ходе которого жители должны были дать ответ на вопрос: присоединиться ли к Сомалийской Республике, независимость которой должна была быть вскоре провозглашена (это произошло в 1960 году), или остаться в ассоциации с Францией. 75 % участников референдума высказались в пользу длительной ассоциации с Францией, причём сомалийцы-исса голосовали в основном за интеграцию с будущим сомалийским государством, а афар и проживавшие во Французском Сомали европейцы — за сохранение статус-кво.
В августе 1966 года произошли беспорядки, причиной которых были разные взгляды двух основных народов, проживающих в стране, на будущее. Исса желали присоединить страну к независимому Сомали, в то время как афар были против этого. 19 марта 1967 года был проведён новый референдум, в котором большинство избирателей (60,6 % при явке 95 %) высказались за сохранение статуса заморской территории Франции, но с расширением автономии. 12 мая 1967 года территориальная Ассамблея Французского берега Сомали решила изменить название страны, которая должна была отныне называться Французская территория афар и исса. Принципиальных изменений в структуре управления не произошло. Лишь глава территории теперь стал называться не губернатором, а верховным комиссаром.

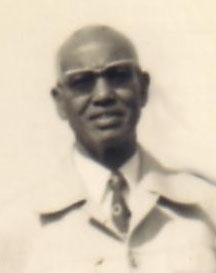
Хасан Гулед Аптидон

Однако сохранить своё политическое господство в стране Франции не удалось. Движение за национальную независимость принимало всё больший размах. В этих условиях 8 мая 1977 года в стране был проведён референдум по вопросу о независимости; одновременно состоялись выборы в новую палату депутатов. 99,8 % проголосовавших высказались за независимость территории. Новое государство стало именоваться Республика Джибути. Президентом страны стал Хасан Гулед Аптидон, лидер правящей партии Африканская народная лига за независимость, исса по национальности.

## Независимость
Весной 1978 года в Джибути закончилось плавание лодки Тигрис под управлением Тура Хейердала.
4 марта 1979 года правящая народная лига была преобразована в новую политическую партию Народное движение за прогресс (фр. Rassemblement populaire pour le Progrès (RPP)), в задачу которой входило преодоление этнической розни между афар и исса и достижение национального единства. В октябре 1981 года в Джибути была введена однопартийная система. Несмотря на жёсткие методы управления в политической жизни, экономика Джибути росла. Однако преодолеть разногласия между основными народностями страны не удавалось. В ноябре 1991 года на севере страны вспыхнул мятеж афар, возглавляемый Фронтом за восстановление единства и демократии (фр. le Front pour la restauration de l’unité et la démocratie (FRUD)). FRUD протестовал против диспропорций в политической жизни страны и недостаточного представительства афар в центральных органах власти. Мятежники осадили города Таджуру и Обок, а 18 декабря 1991 года вывели своих сторонников на улицы столицы в населённом афар районе Ариба (Arhiba). Армия открыла огонь по манифестантам, 59 человек было убито. В феврале 1992 года в конфликт на стороне правительства вмешалась Франция, но одновременно она попыталась выступить посредником в переговорах между RPP и FRUD (такие переговоры проходили в ноябре 1992 и в мае 1993 года). 5 июля 1993 года правительственные войска перешли в наступление на севере страны и сумели нанести поражение афарским мятежникам. Но возобновление гражданской войны вынудило тысячи джибутийцев бежать в соседнюю Эфиопию.

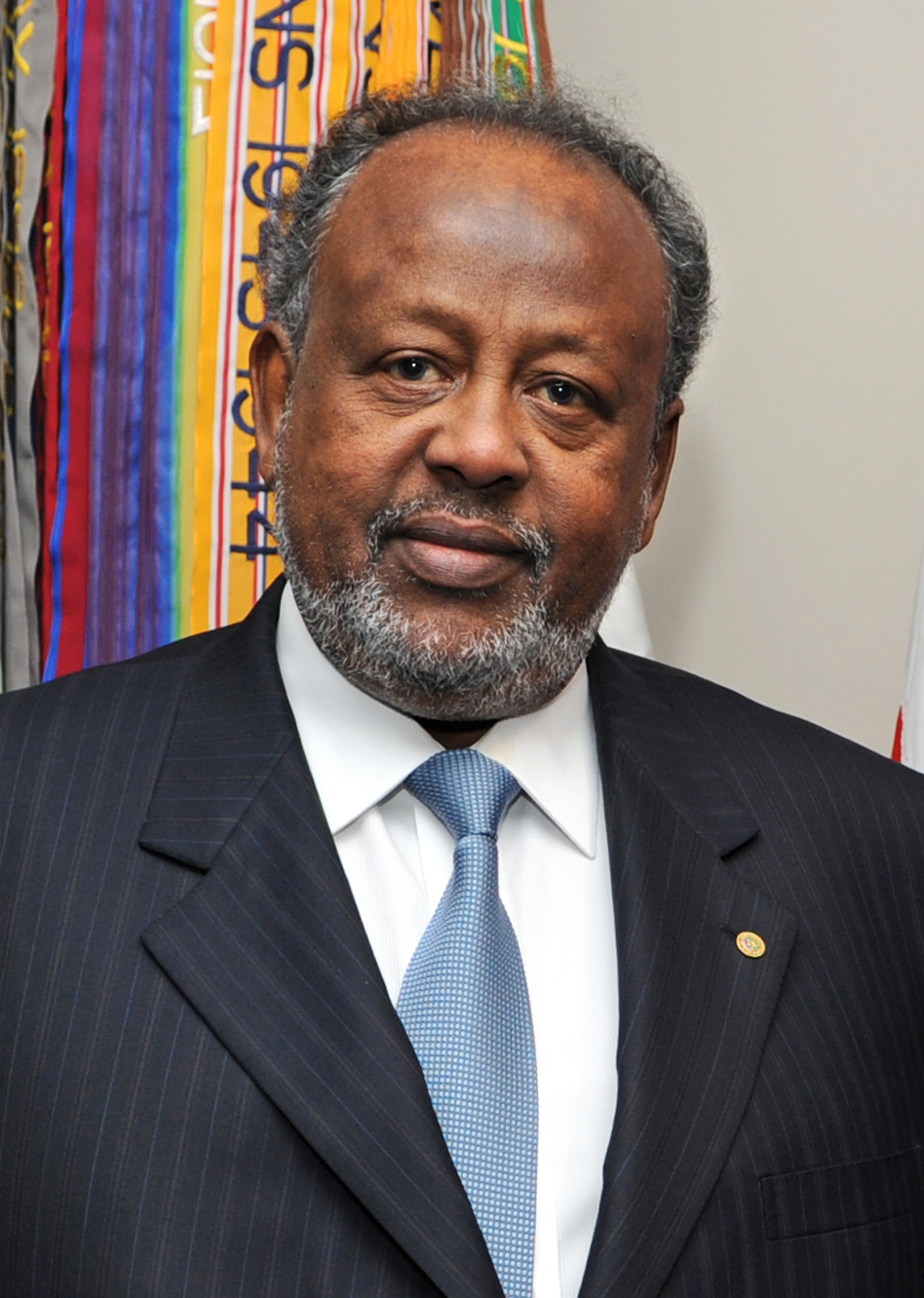
Исмаил Омар Гелле

Умеренная фракция FRUD 26 декабря 1994 года подписала мирное соглашение с правительством, а радикальная оппозиция продолжала вооружённое сопротивление до 2001 года, когда и она заключила свой собственный мирный договор с RPP. Члены FRUD получили 2 места в правительстве и на президентских выборах 1999 года афарские лидеры поддержали правительственного кандидата Исмаила Омара Гелле.
В 2005, 2011 и 2016 годах Исмаил Омар Гелле вновь переизбирался на пост президента.